# Ugo III di Baux
Ugone III de Baux, in occitano Uc del Bautz o Uc dels Baus o Ugo del Bautz  o lo Baus, in francese de Baux, in italiano del Balzo, in latino de Baucio (1174 – 1239/1240), è stato il 7° signore sovrano di Les Baux e un trovatore occitano.

## Biografia
Figlio di Bertrando I di Baux e di Tibors II di Montpellier, genero di Barral di Marsiglia, fratello di Barral di Baux e nipote di Raimbaut d'Aurenga, Uc fu il settimo signore di Baux, quarto di Méjanes e Trinquetaille e primo visconte di Marsiglia 1195.

## Trovatore e mecenate
Ugo lo troviamo nel ruolo di giudice in una tenso fra Aimeric e Peire del Poi.
Perdigon nel suo sirventes-canso (Entr' amor e pessamen) loda Uc del Bautz e i re di Aragona auspicando di vederli unire le loro forze contro gli infedeli.